# Возвращение к жизни (фильм, 1949)
Возвращение к жизни (фр. Retour à la vie) — первый французский фильм-альманах, состоящий из пяти новелл, снятых в 1949 году разными режиссёрами — Анри-Жоржем Клузо, Андре Кайатом, Жоржем Лампеном и Жаном Древилем. Фильм принимал участие в конкурсной программе 3-го Каннского международного кинофестиваля.

## Сюжет
Закадровый комментарий уточняет, что перед нами пять историй о том, как военнопленные и депортированные после войны с самыми добрыми намерениями возвращаются домой, где их ждёт немало разочарований.

### I. Возвращение тетушки Эммы (Le retour de tante Emma)
Тете Эмме, что выжил в Дахау, едва хватает сил, чтобы разговаривать и открывать глаза. Она живёт у родственницы, спит на матрасе прямо на полу, потому что после всего, что ей пришлось пережить, нормальная кровать кажется ей слишком мягким и лишь больше её утомляет. Её племянники и племянницы, ругаясь между собой, пытаются заставить её подписать нотариальные бумаги. Выясняется, что, пока её не было, они подделали её подпись, чтобы вступить в права наследования.

### II. Возвращение Антуана (Le retour d'Antoine)
Антуан, бессемейный холостяк, озабоченный лишь поиском работы, устраивается ночным барменом в отеле, оборудованном под штаб-квартиру женских вспомогательных военных частей. За распорядком солдаты-мужчины обязаны покидать здание не позднее полуночи, и женщины без конца звонят Антуану, чтобы он принес им выпить, составил компанию, танцевал, приготовил еду, заменил — на словах — воображаемого спутника или дальнего мужа. Командир части (женщина) также поддается искушению и думает о близости с Антуаном, после чего поручает ему дневные работы, а на ночные смены ставит летнего бармена.

### III. Возвращение Жана (Le retour de Jean)
Жан Жирар живёт в скромном семейном пансионе своего бывшего товарища по концлагерю. Жан был ранен в ногу при попытке к бегству, и после возвращения стал злобным и злым. Его мучает лень, подхваченная им в лагере; он занят только наблюдениями за другими людьми и попытками их понять. Судьба дает ему новую почву для размышлений. В его комнате находит убежище раненый немецкий солдат, сбежавший из-под ареста. Жирар прячет его от полиции, когда в пансионе устраивают обыск. Вскоре Жирар узнает, что раненый беглец — февраль палач и мучитель, приговорен к смерти. Жирар начинает его расспрашивать. Немец уверяет, что он не садист, а просто научился быть тверже: «Единственное оправдание жестокости — ее эффективность». Поэтому на допросах он был предельно жесток. Жирар не находит оправданий умирающем кате и вкалывает ему смертельную дозу морфия. После этого он сдает немца полиции.

### IV. Возвращение Рене (Le retour de René)
Рене Мартен ― 1 500 000-й военнопленный, вернувшийся во Францию. По этому поводу организуется торжественная церемония. Человек из правительства обращается к Рене с речью и вручает ему статуэтку. На самом деле происходит ошибка: Рене — всего лишь 1 499 998-й, но за такую мизерную разницу никто не станет начинать церемонию заново. Рене называют «неизвестным военнопленным». «Вас зовут Мартен — значит, у вас нет имени», — говорит ему чиновник. Вернувшись домой, Рене узнает, что жена от него ушла, а в его квартире живёт семья пострадавших во время бомбардировок Гавра трое детей безнаказанно калечат книги и коллекции хозяина. Мужчина заявляет, что был ранен при Ваграмах — то есть при вступлении Леклерка в Париж. Рене поселяется в комнате служанки. Кузен-мошенник советует ему начать ухаживать за матерью трех детей (на самом деле она — вдова и выдает за мужа своего брата, дяди своих детей), чтобы таким образом вновь завладеть квартирой. Рене прислушивается к совету и начинает с покупки цветов.

### V. Возвращение Луи (Le retour de Louis)
Луи привозит в родное село юную немку Эльзу, свою новую жену. Жители села так её унижают, что Эльза в конце концов бросается в пруд. Мэр вытаскивает её из воды, но врач не уверен, что сможет спасти ей жизнь. Крестьяне понимают всю гнусность своего поведения и приходят с повинной — но тут узнают, что Эльза спасена.